# 일제강점기의 음반사
일제강점기의 음반사는 일제강점기 동안 활동한 음반 기업이다.
일제강점기의 대형 음반 회사로는 오케레코드와 태평레코드가 있다. 대형 음반사에 들지 못했으나 일제강점기에 활발히 활동한 음반사로는 시에론레코드와 리갈레코드 등이 있다.

## 오케레코드
일본의 제국축음기상회 경성지부장이었던 이철이 1933년부터 오케라는 독자적인 이름으로 음반을 발매하기 시작했다. 오케는 영어의 'Okay'를 일본식으로 읽은 것이다.
이철이 독자적으로 경영하였기 때문에 한국인이 세운 최초의 음반회사로 평가된다. 오케레코드는 5대 음반회사 가운데 가장 늦게 음반을 내기 시작했으나, 대중가요 부문에서 인기 가수와 노래를 많이 배출하여 유명해지고 이철은 흥행의 귀재로 불렸다. 이난영의 〈목포의 눈물〉과 남인수의 〈애수의 소야곡〉 등 트로트 히트곡이 다수 있다.
일제강점기 말기에는 공연단을 구성하여 순회 공연에 주력하였고, 1944년 이철이 사망한 데 이어 이듬해 태평양 전쟁 종전과 함께 일본 본사가 철수하여 폐쇄되었다. 오케레코드의 유명세를 업고 대한민국에서 같은 이름의 음반사가 재설립되기도 했다.

## 태평레코드
초기에는 작은 규모로 출발하였으나, 1940년대 초에는 오케레코드를 위협할 만큼 성장하였다. 이는 태평레코드가 〈나그네 설움〉과 같은 대형 히트곡을 냈기 때문이었는데, 오케레코드의 박시춘-남인수 콤비와 라이벌이었던 이재호-백년설 콤비가 간판급 스타로 활약했다. 〈찔레꽃〉의 백난아와 〈불효자는 웁니다〉의 진방남도 태평레코드가 배출한 스타 가수였다. 일제강점기 말기에는 군국 가요를 발매하기도 했다.

## 시에론레코드
1931년부터 음반을 발매하기 시작했다. 신카나리아와 같은 인기 가수를 배출 하였고, 남인수의 〈애수의 소야곡〉은 본래 시에론레코드에서 〈눈물의 해협〉이라는 제목으로 발매된 노래였다. 극작가 이서구가 문예부장으로 근무하며 기획을 맡았다. 시에론레코드는 중일 전쟁 발발 시점을 전후하여 경쟁에서 급격히 뒤처져 일제강점기 말기에는 활동이 위축되었다.

## 리갈레코드
리갈레코드는 콜럼비아레코드의 자매 상표였다. 저가의 민요 음반을 주로 발매하였고, 임서방, 신카나리아 등이 리갈레코드 소속으로 활동하였다. 김세레나 노래로 잘 알려진 신민요 〈갑돌이와 갑순이〉의 원곡은 리갈레코드의 〈온돌야화〉이다.